# Rodolphe Tonnellier
Pour les articles homonymes, voir Tonnellier.
Rodolphe Tonnellier est un homme politique français né le 29 octobre 1887 à Paris et décédé le 16 octobre 1965 à Amiens (Somme).

## Biographie
Professeur de lettres à Calais, puis à l'école normale d'Amiens, il est militant SFIO dès les années 1910, mais ce n'est qu'au retour de la guerre qu'il participe à l'animation de la fédération socialiste de la Somme. Il est notamment un des rédacteurs du journal local Le Cri du peuple.
Elu conseiller d'arrondissement en 1925 et conseiller municipal d'Amiens l'année suivante, à l'occasion d'une partielle, il se présente en vain aux législatives de 1928 dans la circonscription de Montdidier.
Il est député de la Somme en 1930 à l'occasion d'une partielle, et réélu en 1932. À la Chambre des députés, il s'occupe surtout de questions d'éducation. En 1933, il participe, avec d'autres responsables socialistes de la Somme, comme Louis Lebel et Léon Thoyot, à la scission « néo-socialiste » et rejoint le Parti socialiste de France de Marcel Déat.
Bien que soutenu au second tour par les partis du Front populaire en 1936, il ne retrouve pas son siège de député. Il abandonne alors l'action politique.

## Sources
- « Rodolphe Tonnellier », dans le Dictionnaire des parlementaires français (1889-1940), sous la direction de Jean Jolly, PUF, 1960 [détail de l’édition]